# Comté de Monroe (Tennessee)
Pour les articles homonymes, voir Comté de Monroe.
Le comté de Monroe est un comté de l'État du Tennessee, aux États-Unis.